# Col de Staller Sattel
El Staller Sattel ( Passo Stalle en italiano ) es un col alpino en los Alpes orientales centrales que culmina a una altitud de 2052 metros en la frontera entre Italia y Austria que conecta el valle de Anterselva con el Defereggental.

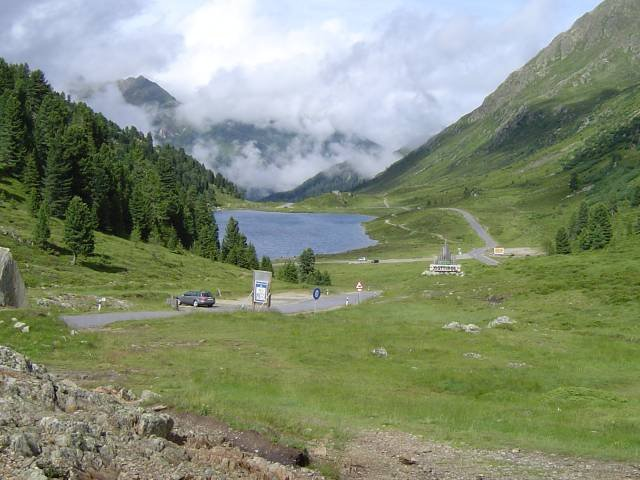
Vista hacia el Defereggen (Austria).

La carretera de la Val d'Anterselva ( Antholzer Tal ) abandona la carretera del valle de Pusteria y asciende hacia el puerto y luego desciende, serpenteando por el lado austriaco en los paisajes del Defereggental hasta llegar al valle de Erlsbach (municipio de Sankt Jakob en Defereggen ) la carretera que va desde Lienz hasta el final del valle Pusteria y Kitzbühel.
En el lado italiano hay cuarteles que datan de la Segunda Guerra Mundial y que luego fueron reutilizados. Una configuración similar está presente en el Klammljoch (Passo Gola).

## La gestión del tráfico
El tráfico de automóviles es bidireccional en el lado austriaco. Sin embargo, en el lado italiano, el tráfico se alterna en un sentido durante unos 5 km entre el paso fronterizo y el lago Anterselva debido a la estrechez de la carretera (unos 2,5 m  ). La regulación del tráfico se lleva a cabo mediante 2 semáforos rojo/verde colocados en el paso y en las inmediaciones del lago.
Para mayor precisión, durante el primer cuarto de hora de la franja horaria (de los minutos 0 a 15), se autoriza el paso hacia el sur (desde la frontera hasta el fondo del valle italiano), mientras que durante el tercer cuarto de hora (de los minutos 30 a 45), se permite el acceso al norte (desde el fondo del valle italiano hasta la frontera). Entre estos intervalos, no se permite la entrada en esta sección de la carretera para que el tráfico involucrado pueda fluir. El tiempo de tránsito es de alrededor de 10 minutos para una velocidad promedio de 30 km / h.
El col está abierto desde las 6 h a las 22 h 15. En particular, está abierto desde las 6 h a las 21 h 15 en dirección sur (hacia Italia) y de 6 h 30 hasta 21 h 45 en dirección norte (hacia Austria). Durante la temporada de invierno, el paso siempre está cerrado debido al peligro de avalanchas.
En 2007, se consideró un proyecto de peaje, pero no se le dio seguimiento.